# La Coruña
La Coruña (IPA [la koˈɾuɲa]; in galiziano A Coruña [ɐ koˈɾuɲɐ]) è un comune della Spagna nordoccidentale, capoluogo e più popoloso centro della provincia omonima in Galizia.

## Toponimo

### Origine
Ci sono molte teorie sul nome della città, che affondano le proprie radici su culture completamente diverse: indeuropee, celtiche e latine.
Chi pensa che il toponimo derivi addirittura da Roma antica, sostiene che in origine il nome del luogo fosse acrunia, che in latino significa "penisola", ottenendo in seguito l'articolo e divenendo Crunia. Stessa applicazione del concetto viene fatta ad Agrela (diminutivo in latino di Agra, "terra da coltivazione") divenuta Grela. Ai tempi di Ferdinando II di León (XII secolo) apparve documentato il toponimo Crunia, precisamente in un manoscritto del 1262 che riporta "la Cruina". I nomi Curunia, Crunnia e Crunna sono ugualmente frequenti nel medioevo.
Sempre di origina latina sarebbe la parola corona ("porre in alto"), che avrebbe subìto numerose varianti in lingua galiziana: Curuto, Curota, corote, coroa. Ha corrispondenza toponomastica anche in altri luoghi europei, inglesi, svedesi e cechi.
Per altri (ad esempio Caridad Arias) Coruña si basa sul nome di Crono, chiamato spesso Acorán, Gron, Goron, Gronwy (in lingua gallese). C'è da ricordare che le Colonne d'Ercole furono talvolta chiamate Colonne di Crono. Questi nomi si riferiscono alla divinità celeste suprema della mitologia greca, Crono appunto, il cui nome ha come radice il termine greco ἄκρος col significato di "alto", "elevato", "monte", da cui derivano i nomi di Acre, Accra ed acropoli.
La forma celtica del nome Cronos è cruinne, antica divinità suprema equivalente del Saturno romano. Data la tendenza celtica di anticipare la "i" desinenziale, questo nome equivarrebbe a Crunni, forma molto vicina alle forme Cruni e Cruña medievali.
Un toponimo tipico celtico è anche clunia, che potrebbe aver portato a Crunnia, Cruña, Curuña e Coruña. Del resto ci sono località con nomi similari, come Coruña del Conde che era Clunia Sulpicia, o Quinta da Corunha in Portogallo, originata sembra da una famiglia de A Coruña gallega.
Altra teoria suppone una derivazione del toponimo Coruña da Cornia attribuendolo a "corno" geografico: anche la Cornovaglia, storica regione britannica avrebbe una derivazione simile. La parola latina cornus deriverebbe a sua volta dal greco, precisamente dalla parola Kerne: in effetti molti storici greci, come Esculapio e Diodoro Siculo, parlano di una zona africana costiera chiamandola "kerne" da κερας (keras). Anche una parola celtica ha la stessa radice e stesso significato, kernyw.
Un'altra articolata teoria punta sulla radice preromana Cor- (talvolta Car-) con il significato di «roccia, durezza, pietra sul mare». Varie parole celtiche e mediterranee suggeriscono la radice indoeuropea. La coincidenza dei toponimi su questo tipi di regioni marittime hanno del resto lo stesso suffisso: valgano come esempio Corcubión, Corme, Cariño, Carnota, Corrubedo.
Talvolta esiste la denominazione A Cruña / A Crunha, caduta però molto in disuso. Si può anche notare un'italianizzazione del nome in Corugna o La Corugna in libri antecedenti al XIX secolo.

### Denominazione ufficiale
- A Coruña è la denominazione ufficiale della città, conforme alla Ley 3/1983 della Giunta di Galizia. È la versione galiziana del nome e la versione accettata ufficialmente dallo Stato spagnolo. Nella documentazione ufficiale, è valida pertanto solo la versione «A Coruña»
- A Coruña è anche la denominazione ufficiale della provincia di cui la città di A Coruña è capitale, conforme alla Ley 2/1988 del Parlamento spagnolo.[2]
- La Coruña è la versione castigliana raccomandata dalla Real Academia Española, usata abitualmente nei documenti non ufficiali e tra conversazioni informali tra popolazione che parla spagnolo.
- Coruña è la forma del toponimo senza l'articolo, usato frequentemente in entrambe le lingue per uso colloquiale molto abituale: alcuni[chi? quando?] hanno proposto anche questa versione come ufficiale.

Nel caso del municipio, nel novembre 2004 la giunta approvò un accordo in seduta plenaria per adattarsi alla Ley de Grandes Ciudades per stabilire la co-ufficialità di entrambe le forme. Questa decisione di ammettere la doppia denominazione in ambito municipale è stata annullata dal Tribunale Superiore, il quale ha ritenuto un'eccedenza di poteri del municipio derogare una disposizione della Lei galega 3/1983, la quale nell'art.10 stabilisce «os topónimos de Galicia terán como única forma oficial a galega».
La forma gentilizia degli abitanti della Coruña è «coruñeses» o «coruñesas», sia in galiziano sia in castigliano: da notare che in entrambe le lingue non è presente l'articolo. Col termine «coruño» (spesso storpiato in koruño) si indica invece un argot caratteristico della città.

## Araldica civica

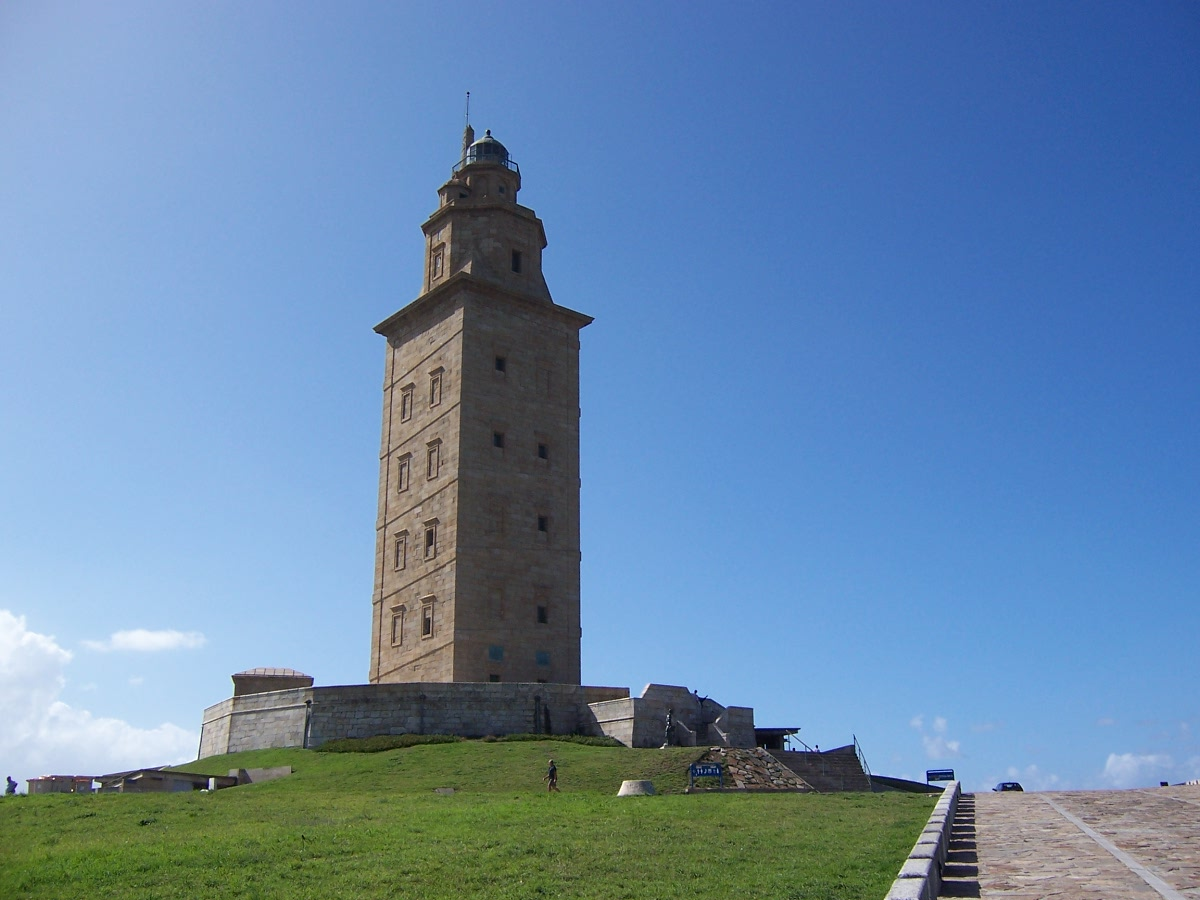
La Torre di Ercole, raffigurata nello stemma e simbolo della città

Lo stemma della città è uno scudo azzurro con al centro la Torre di Ercole, noto monumento simbolo della città, colorata d'argento e posta su una formazione di scogli recanti un teschio coronato di oro. Il tutto è circondato da sette conchiglie dorate, mentre lo stemma nel complesso è sormontato dalla corona reale spagnola.

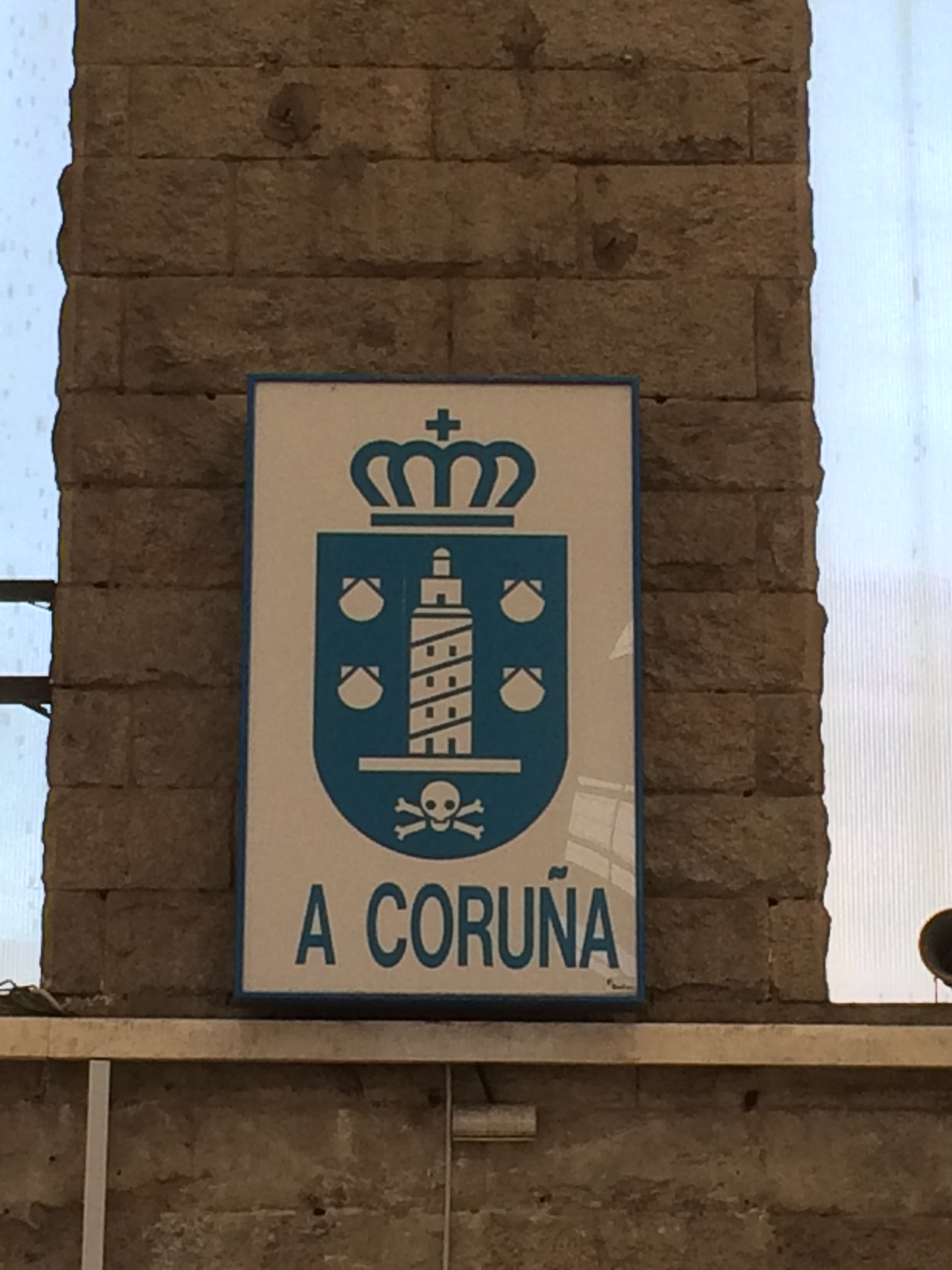
Il simbolo della città su un muro del Porto, versione semplificata dello stemma araldico.

Gli elementi sono di facile interpretazione: la Torre di Ercole, faro di circa 2000 anni e di origine romana, è il più famoso monumento della città e considerato un vero e proprio simbolo. Gli scogli rappresentano il territorio della città, posta su un promontorio impervio sul mare, entre il teschio e le ossa riprendono la leggenda secondo cui Ercole, dopo aver ucciso il gigante Gerione, ordinò che fosse costruita una torre sul punto esatto in cui aveva seppellito la testa di Gerione con le sue armi. 
Le conchiglie rappresentano le tappe del Cammino di Santiago di Compostela: La Coruña non è propriamente posta sul tragitto originale, ma non di rado i pellegrini deviano qualche giorno visitando la città e il mare.
La bandiera della città è un semplice drappo violetto con al centro lo stemma cittadino.

## Geografia fisica
La città si estende a partire da una penisola a forma di T ed è caratterizzata da numerose colline poco ripide (Monte Alto, Santa Margarida, Eirís, A Zapateira) integratesi a partir dagli anni '40 al nucleo della città vecchia che sorge nell'istmo pianeggiante, oppure sono state convertite in aree verdi (Bens, Monte San Pedro); la maggior parte della zona de Os Cantóns e del porto è stata invece strappata al mare.
Il comune occupa una superficie di 36,8 km² e ha 243.320 abitanti (2004).

## Clima

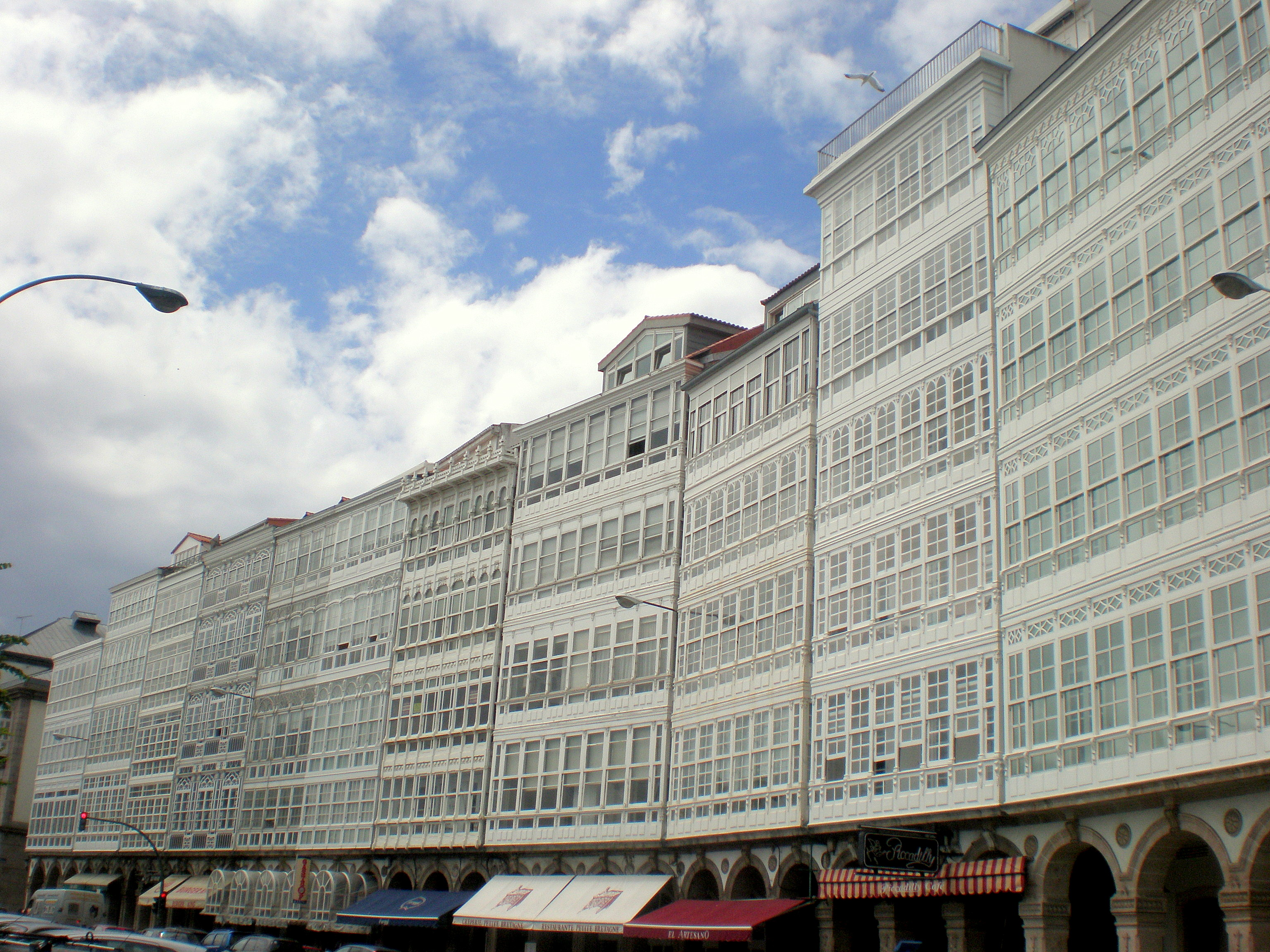
Facciate sul porto, con la tipica verandatura per proteggere dal clima atlantico.

La città si trova sulla costa atlantica ed ha un clima mite in estate e non eccessivamente freddo in inverno, con abbondanti precipitazioni durante tutto il corso dell’anno. Il suo clima è oceanico temperato con influenze mediterranee (specificamente "Csb" nella Classificazione dei climi di Köppen)
| La Coruña           | Mesi | Mesi | Mesi | Mesi | Mesi | Mesi | Mesi | Mesi | Mesi | Mesi | Mesi | Mesi | Stagioni | Stagioni | Stagioni | Stagioni | Anno  |
| La Coruña           | Gen  | Feb  | Mar  | Apr  | Mag  | Giu  | Lug  | Ago  | Set  | Ott  | Nov  | Dic  | Inv      | Pri      | Est      | Aut      | Anno  |
| ------------------- | ---- | ---- | ---- | ---- | ---- | ---- | ---- | ---- | ---- | ---- | ---- | ---- | -------- | -------- | -------- | -------- | ----- |
| T. max. media (°C)  | 13,1 | 13,3 | 15,3 | 16,4 | 17,8 | 20,4 | 22,1 | 22,8 | 21,8 | 19,1 | 15,6 | 13,6 | 13,3     | 16,5     | 21,8     | 18,8     | 17,6  |
| T. min. media (°C)  | 7,2  | 7,0  | 8,4  | 9,4  | 11,1 | 13,3 | 15,0 | 15,5 | 14,5 | 12,1 | 9,4  | 7,6  | 7,3      | 9,6      | 14,6     | 12,0     | 10,9  |
| Precipitazioni (mm) | 122  | 99   | 92   | 81   | 73   | 48   | 30   | 40   | 71   | 103  | 133  | 133  | 354      | 246      | 118      | 307      | 1 025 |

## Storia
Situata nel Magnus Portus Artabrorum dei geografi classici, e di probabile origine celtica, fu attivo porto all'epoca romana e ne conserva il famoso faro. 
Nel Medioevo appartenne prima all'arcivescovo di Compostela, poi alla corona di Castiglia e Leon. Sede delle Cortes nel 1520, respinse nel 1589 un assalto del corsaro Francis Drake e nel 1639 un altro assalto franco-olandese. Nel 1728 fu favorita dall'apertura dei commerci con l'America. Nel 1809 fu teatro di un'aspra battaglia fra l'esercito napoleonico di Soult e quello inglese di sir John Moore, che morì in combattimento. Nella guerra civile del 1936 cadde fin dai primi giorni in potere dei franchisti.

## Monumenti e luoghi d'interesse

### Architetture religiose

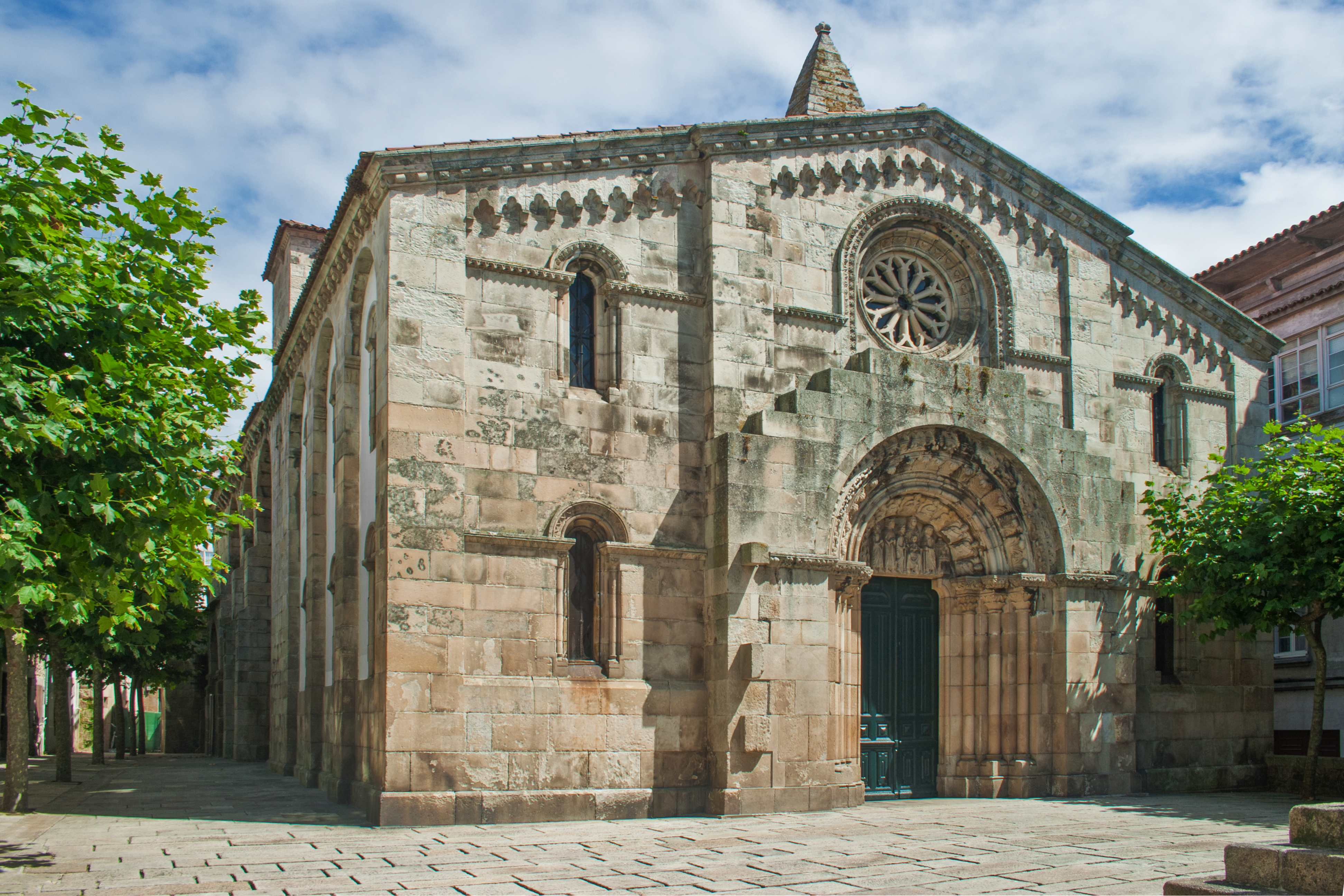
La facciata principale della Collegiata di Santa Maria del Campo

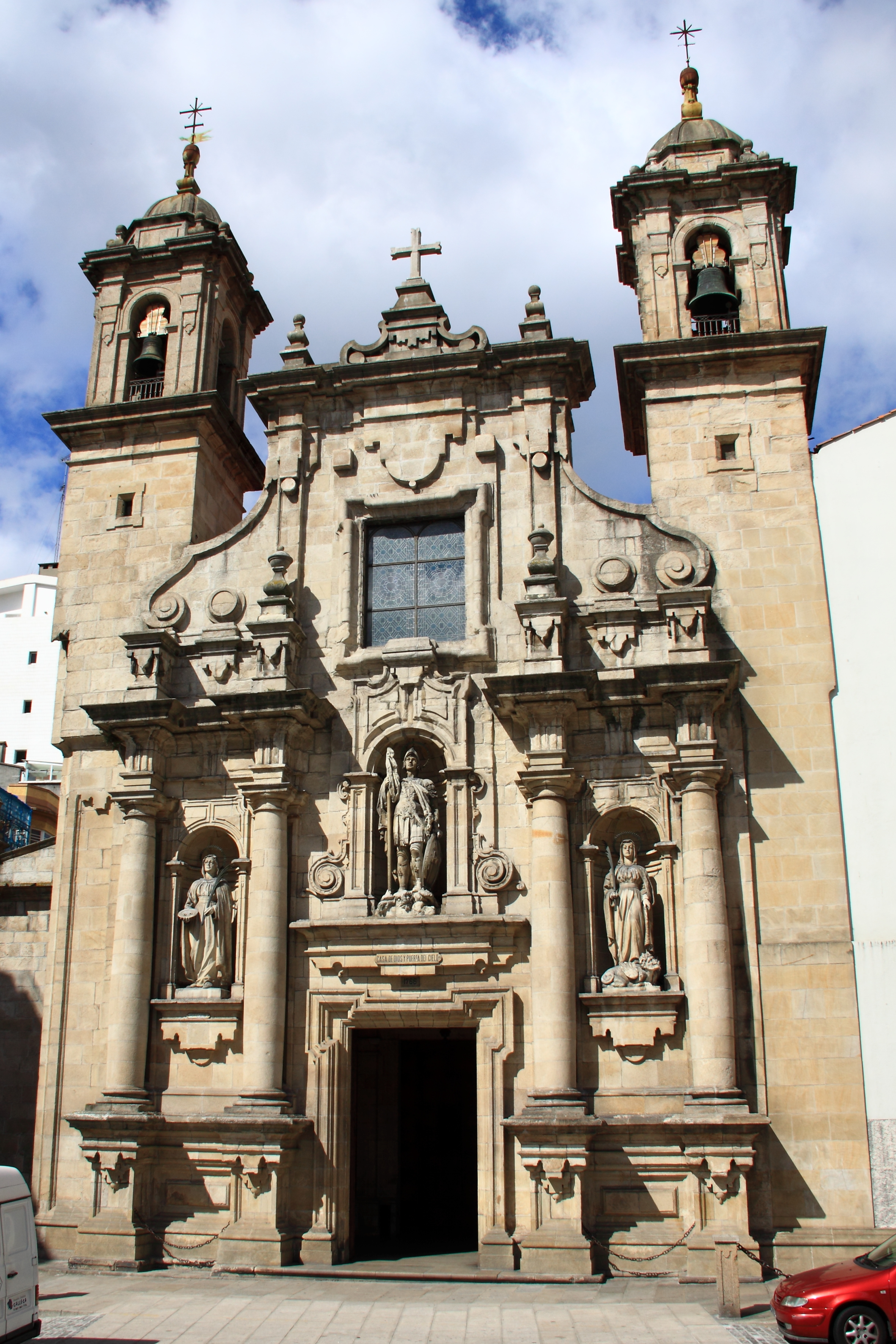
La facciata principale della Chiesa di San Giorgio

- Chiesa di Santiago (Igrexa de Santiago)

Considerata la chiesa più antica della città, è in stile romanico ed è caratterizzata da una facciata con rosone, un portone a sesto acuto e figure grottesche.
- Chiesa collegiata di Santa Maria del Campo (Colexiata de Santa María do Campo)

La chiesa, situata all'interno della zona vecchia della città, venne edificata tra il XII e il XIII secolo, terminata ufficialmente nel 1302, e diventata collegiata nel 1411.
A suo tempo seconda parrocchia per importanza della città, è caratterizzata da una struttura romanica con pianta a tre navate senza crociera con colonne inclinate.

Al suo interno sono conservate opere che vanno dal XII al XV secolo e il Museo d'Arte Sacra. Esternamente è caratterizzata sulla facciata principale da un rosone ogivale, e sul retro vi si trova la torre campanaria, risalente al XV secolo.
- Chiesa di San Domenico (Igrexa de San Domingos)

La Igrexa e Convento de San Domingos è una chiesa barocca del XVIII secolo che ha la torre più alta del centro storico di La Coruña. All'interno si trova la cappella dedicata alla Madonna del Rosario, patrona della città.

Nelle vicinanze vi è la Piazza di Santa Barbara, dove una fondazione religiosa è stata fondata nel XV secolo. Un convento con un chiostro è stato costruito qui due secoli più tardi.
- Chiesa di San Giorgio (Igrexa de San Xurxo)

In stile barocco gallego del XVIII secolo ed edificato su progetto di Domingo de Andrade, è un edificio caratterizzato al suo interno da una struttura a tre navate, con lussureggiante arredamento. La facciata, caratterizzata da colonne giganti, è chiaramente di influenza compostelana.

All'interno sono conservate le sculture di Sant'Agostino, San Francesco Saverio e dell'Immacolata Concezione dello scultore gallego Ferreiro (S. XVIII) e anche sculture della Vergine della Consolazione e S. Rita.
È dichiarata bene di interesse culturale dal 1975.
- Chiesa di San Nicola (Igrexa de San Nicolás)

La chiesa, di origine medioevale, venne totalmente ricostruita nella metà del XVIII secolo. Internamente è caratterizzata da una struttura a navata unica con cappelle laterali, tra cui quella della cappella della Vergine Addolorata, di grande devozione a A Coruña. Al suo interne sono degne di nota anche le decorazioni, in particolare per quelle sviluppate sopra le porte laterali del presbiterio, datate 1704-1867.

## Società

### Evoluzione demografica
La Coruña è una città estranea al processo di rinforzamento delle aree metropolitane, tendenza che si va sviluppando in altre città europee. La città e l'area urbana metropolitana ha visto un incremento di abitanti.
| Area Urbana Metropolitana di La Coruña" | Popolazione |
| --------------------------------------- | ----------- |
| La Coruña                               | 244.700     |
| Oleiros                                 | 29.671      |
| Arteixo                                 | 25.819      |
| Culleredo                               | 24.640      |
| Cambre                                  | 20.919      |
| Sada                                    | 12.453      |
| Bergondo                                | 6.413       |
| Carral                                  | 5.453       |

## Cultura

### Istruzione

#### Musei
- Museo di Belle Arti di La Coruña
- Casa Museo Picasso
- Museo Nazionale di Scienze e Tecnologia

#### Università
La città è sede dell'università della Coruña, fondata nel 1989, è suddivisa in otto campus, sei di quali a La Coruña.

### Media
Il principale quotidiano della città è La Voz de Galicia, fondato nel 1882 e tra i cinque più letti della Spagna.

## Economia

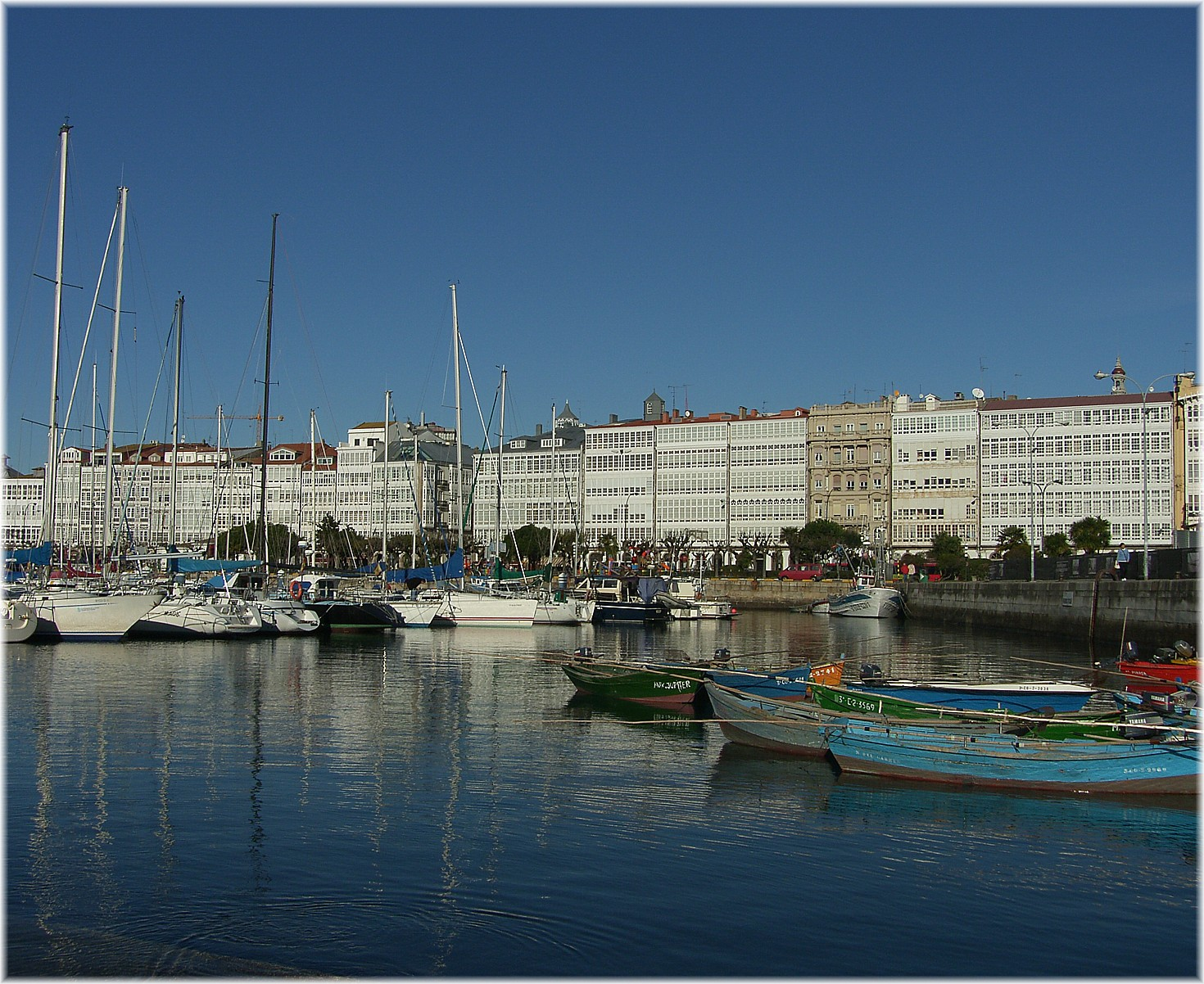
Il porto della città, una delle principali fonti economiche.

La scarsezza del suolo e la necessità di crescita urbana fanno sì che i terreni della città assumano maggior valore come aree edificabili. 
Questo comporta che l'agricoltura è sviluppata solo nei pochi comuni della provincia.
Al contrario, molto sviluppata è la pesca, come accade in tutte le città ed in tutti paesi galiziani. La pesca è un'ottima risorsa lavorativa sia per i pescatori che vivono di essa, sia per le industrie dedite alla conservazione e alla creazione del ghiaccio.
Questo fa sì che il settore dei servizi sia quello predominante nella città e dell'area metropolitana circostante (costituita dai municipi di Arteixo, Culleredo, Cambre, Oleiros, Sada, Carral e Bergondo) e che funzionalmente ha assunto il ruolo di metropoli regionale, la cui influenza si manifesta non solo nell'area citata, ma anche nella comunità.

## Infrastrutture e trasporti

### Strade
La principale via d'accesso alla città è l'autostrada AP-9. 

### Ferrovie
La città servita da una propria stazione ferroviaria capolinea delle linee per Zamora e León-La Coruña.

### Aeroporti
L'aeroporto di Alvedro è situato a circa 10 km a sud del centro di La Coruña.

## Sport

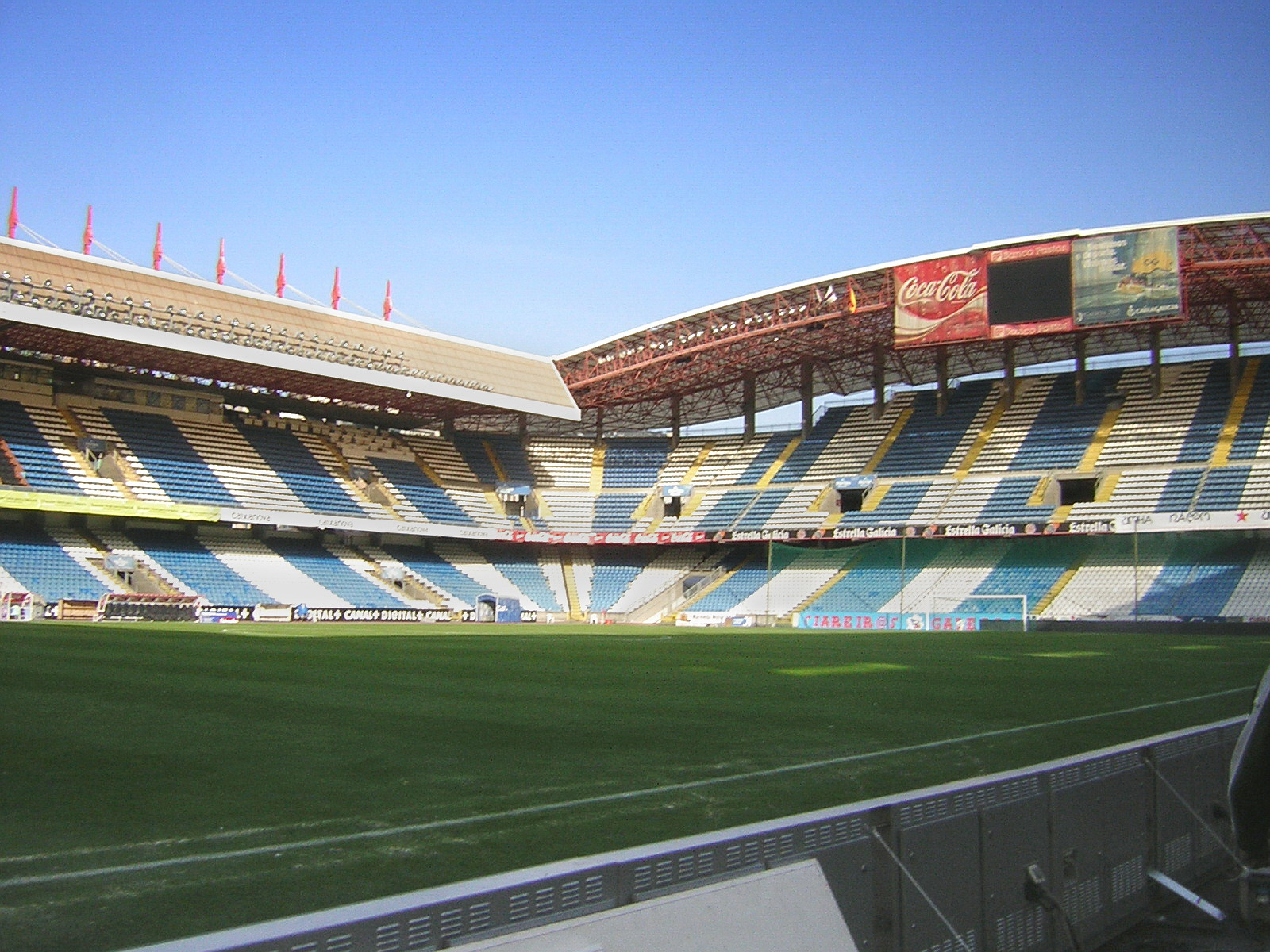
Lo Stadio Riazor

La città è conosciuta anche per la propria compagine calcistica, il Deportivo La Coruña, che è stato per molti anni protagonista della massima divisione spagnola. Fondato nel 1906, il club ha attraversato una storia modesta per quasi tutto il secolo, soprattutto nel periodo grigio tra il 1972 e gli anni '80. Il club è riuscito però a riprendersi successivamente, scrivendo pagine di calcio spagnolo ed europeo all'apice della sua storia, tra gli anni 1990 e 2000: in particolare ha vinto la Primera División nella stagione 1999-2000, due Coppe del Re (1995 e 2002) e tre Supercoppe di Spagna (1995, 2000 e 2002). Ha partecipato a cinque edizioni consecutive della UEFA Champions League dal 2000 al 2005 arrivando anche in semifinale nel 2003-2004 a spese di squadre blasonate come Milan e Juventus.
La squadra gioca in bianco ed azzurro le partite casalinghe nello Stadio Riazor, impianto di 34.600 spettatori in cui si sono disputate anche delle partite del campionato del mondo 1982.

## Amministrazione

### Gemellaggi
- Cadice
- Mariglianella[9]